# Louise Engell
Louise Engell Behrensdorff (født 13. april 1970 i Frederiksberg) er en dansk skuespillerinde og sangerinde.
Louise Engell har lagt stemme til figuren Barbie i den computeranimerede filmserie Barbie produceret af Mattel Creations (36 film i alt), samt dubbet flere andre animerede film.

## Tidlige liv
Louise Engell voksede op i en musikalsk familie. Hendes far John Nielsen, var bassist og sanger i bandet Blue Boys og hendes mor sangerinden Winnie Dorff udgav plader både i eget navn og sammen med blandt andet Gustav Winckler, Otto Brandenburg og andre af tidens store navne. Hendes forældre ejede sammen en musikinstrument og pladeforretning, hvor Louise som barn lyttede til kunstnere som Stevie Wonder, Nancy Wilson, Stan Getz, Sergio Mendes, Barbra Streisand og Joni Mitchell. Senere lyttede hun til kunstnere fra den engelske musikscene, Bryan Ferry, David Bowie, Pink Floyd og især Kate Bush.
Da Louise Engell i 1988 arbejdede som model i USA fik hun tilbud om at tage på ”World Tour” med Peter Gabriel som manglede en korsanger. Hun valgte at takke nej, da hun var for ung og perioden var for lang. Louise Engell vendte tilbage til Danmark og tog en uddannelse som skuespiller på Skandinavisk Teaterskole.

## Karriere

### Musikkarriere
Louise Engell har lavet mange indspilninger og koncerter med blandt andre Martin Hall, Backseat Boys og Niels Lan Doky. I 1990 begyndte Louise Engell at komponere musik. Hun blev opdaget af manager Poul Martin Bonde fra Sony Music som sendte hende til London for at arbejde med Tina Turners producer Greg Walsh og George Michaels producer og keyboardspiller Chris Cameron. Det førte til hendes debutalbum Silky Pillows, der udkom i juni 2006. Pladen blev vel modtaget af både publikum og anmeldere og nummeret “Angels Cry” lå tre uger på P3's tjekliste. Gaffa skrev, at “er man til musical, vil man nok synes, det er herligt med denne rockede storladne popmusik, hvor Louise Engells stemme på et splitsekund hæver sig højt over lydbilledet af keyboard, trommer og guitar. Melodierne er voldsomt iørefaldende, og Louise Engell gør det som en anden Kate Bush.“
I et afsnit af podcasten "Stemmen bag stemmen" fortæller Engell, hvordan hun I 2014, som en af de få blev inviteret hele to gange backstage til hendes store idol, Kate Bushs koncert, Before the Dawn (en), afholdt på Hammersmith Apollo i London, og fik lov at møde Bushs familie og venner.

### Dubbingkariere
Louise har lagt stemme til adskillige tegnefilm og tv-produktioner. Blandt andet dubbede og sang hun hovedrollen til biograftegnefilmen Svaneprinsessen, siden har hun lagt stemme til produktioner som Barbie, Harry Potter, samt diverse Disneyfilm, hun er Minnie Mouse og fuglen Plet i 101 Dalmatinere, hun er Laa Laa i Teletubbies, Bobbel i Powerpuff Pigerne, Stuart Little, Pokemon, m.v.

## Dubbingkariere

### Dubbing som Barbie[4]
| #  | Titel                                             | Barbies Rolle(r)                | Udgivelsesdato      |
| -- | ------------------------------------------------- | ------------------------------- | ------------------- |
| 1  | Barbie in the Nutcracker X                        | Clara/Sugarplum Princess        | 23. oktober, 2001   |
| 2  | Barbie as Rapunzel                                | Rapunzel                        | 1. oktober, 2002    |
| 3  | Barbie of Swan Lake                               | Odette                          | 30. september, 2003 |
| 4  | Barbie as the Princess and the Pauper             | Princess Anneliese/Erika        | 28. september, 2004 |
| 5  | Barbie: Fairytopia                                | Elina                           | 8. marts, 2005      |
| 6  | Barbie and the Magic of Pegasus                   | Princess Annika                 | 20. september, 2005 |
| 7  | Barbie Fairytopia: Mermaidia                      | Elina                           | 14. marts, 2006     |
| 8  | The Barbie Diaries                                | Barbie                          | 9. maj, 2006        |
| 9  | Barbie in the 12 Dancing Princesses               | Princess Genevieve              | 19. september, 2006 |
| 10 | Barbie Fairytopia: Magic of the Rainbow           | Elina                           | 13. marts, 2007     |
| 11 | Barbie as the Island Princess                     | Ro/Princess Rosella             | 18. september, 2007 |
| 12 | Barbie: Mariposa                                  | Elina/Mariposa                  | 26. februar, 2008   |
| 13 | Barbie & the Diamond Castle                       | Liana                           | 9. september, 2008  |
| 14 | Barbie in A Christmas Carol                       | Eden Starling                   | 4. november, 2008   |
| 15 | Barbie Presents: Thumbelina                       | Barbie                          | 17. marts, 2009     |
| 16 | Barbie and the Three Musketeers                   | Corinne                         | 15. september, 2009 |
| 17 | Barbie in A Mermaid Tale                          | Merliah Summers                 | 2. marts, 2010      |
| 18 | Barbie: A Fashion Fairytale                       | Barbie                          | 14. september, 2010 |
| 19 | Barbie: A Fairy Secret                            | Barbie                          | 15. marts, 2011     |
| 20 | Barbie: Princess Charm School                     | Blair Willows/Princess Sophia   | 13. september, 2011 |
| 21 | Barbie: A Perfect Christmas                       | Barbie                          | 8. november, 2011   |
| 22 | Barbie in A Mermaid Tale 2                        | Merliah Summers                 | 27. februar, 2012   |
| 23 | Barbie: The Princess & the Popstar                | Princess Tori/Keira             | 11. september, 2012 |
| 24 | Barbie in the Pink Shoes                          | Kristyn Farraday/Giselle/Odette | 26. februar, 2013   |
| 25 | Barbie: Mariposa & the Fairy Princess             | Mariposa, Fairy Princess        | 27. august, 2013    |
| 26 | Barbie & Her Sisters in A Pony Tale               | Barbie                          | 22. oktober, 2013   |
| 27 | Barbie: The Pearl Princess                        | Princess Lumina                 | 15. februar, 2014   |
| 28 | Barbie and the Secret Door                        | Princess Alexa                  | 7. august, 2014     |
| 29 | Barbie in Princess Power                          | Princess Kara/Super Sparkle     | 26. februar, 2015   |
| 30 | Barbie in Rock'n Royals                           | Princess Courtney               | 13. august, 2015    |
| 31 | Barbie & Her Sisters in The Great Puppy Adventure | Barbie                          | 8. oktober, 2015    |
| 32 | Barbie: Spy Squad                                 | Barbie                          | 15. januar, 2016    |
| 33 | Barbie: Star Light Adventure                      | Barbie/Princess Starlight       | 29. august, 2016    |
| 34 | Barbie & Her Sisters in A Puppy Chase             | Barbie                          | 18. oktober, 2016   |
| 35 | Barbie: Video Game Hero                           | Barbie                          | 31. januar, 2017    |
| 36 | Barbie: Dolphin Magic                             | Barbie                          | 17. september, 2017 |

### Anden dubbing
- Forskellige Disney-film - Minnie Mouse
- Svaneprinsessen - Prinsesse Odette
- Mickey og bønnestagen - Den Gyldne Harpe
- Teletubbies - Laa Laa
- Powerpuff Pigerne - Bobbel, Div. Roller
- Krampetvillingerne - Div. roller
- Digimon - Mimi
- Alvin og de Frække Jordegern 2 - Eleanor
- 101 Dalmatinere (tv-serie) - Fuglen Plet
- Pokemon
- Stuart Little
- Powerpuff Pigerne - Filmen - Bobbel, Frk Keane, Sara Bellum
- Alvin og de Frække Jordegern - Div. roller
- Harry Potter